# 河合佑樹
河合 佑樹（かわい ゆうき、1987年3月14日 - ）は、静岡県出身の競艇選手。登録番号4494。A1級。身長163cm、体重52kg、血液型A型。102期。静岡支部所属。同期に桑原悠、山田康二、前田将太、上野真之介、 遠藤エミらがいる。師匠は坪井康晴。SG制覇を成し遂げている。

## 来歴
父親がオートレーサーだったことから、幼少期からレースに親しむ環境で育つが、高校卒業時にオートレースの募集がなかったことや、父親からボートレーサーとしての未来を期待されていたことで、ボートレーサーを志す。
やまと競艇学校時代、リーグ戦勝率6.39（準優出6、優出4）の成績を残した。
2008年5月9日、浜名湖競艇場でのデビュー戦では、大外6コースから0.19のトップスタートを決め3着。同年7月9日、桐生競艇場での「第41回日刊スポーツ杯」初日2Rで初勝利（17走目）。
2012年6月2日、津競艇場での「G3中日カップ」で初優勝（優出7回目）。
2015年、フライングを3度繰り返したことによりB2級への降格を経験する。
2017年1月18日、臨床心理士でテレビコメンテーターとしても活動をしている山名裕子と結婚。山名とは小学生時代からの幼なじみで、結婚の保証人には、山名の所属事務所の先輩である鈴木奈々が務めた。
2019年7月8日、尼崎競艇場での「尼崎モーターボート大賞」でG2初優勝。これにより2020年のボートレースクラシックの権利を得たが、直後の8月に江戸川競艇場で周回誤認のミス。4カ月のあっせん停止処分を受けるとボートレースクラシックの出場権も失い、出走回数不足でA2級降格を経験。
2022年1月16日、尼崎競艇場での「尼崎センプルカップ（開設69周年記念）」でG1を通算4回目の優出で初優勝。同年の「ボートレースダービー」でSG初出走。
2024年11月24日、ボートレース下関での「チャレンジカップ」にてSG初優出で初優勝。グランプリ出場権も獲得。
2024年12月8日、ボートレース鳴門にてGI大渦大賞でGI 2回目の優勝。そしてSG、GI2連続で記念優勝を成し遂げた。

## 獲得タイトル
SG
- 第27回チャレンジカップ（2024年11月24日、下関競艇場）

G1
- 尼崎センプルカップ（開設69周年記念）（2022年1月16日、尼崎競艇場）
- 大渦大賞開設71周年記念競走（2024年12月8日、鳴門競艇場）

G2
- G2尼崎モーターボート大賞（2019年7月8日、尼崎競艇場）